# دوران زندگی یک شاه
دوران زندگی یک شاه (انگلیسی: Life of a King) یک فیلم به کارگردانی جیک گلدبرگر است که در سال ۲۰۱۳ منتشر شد. از بازیگران آن می‌توان به کوبا گودینگ جونیور اشاره کرد.